# Kostomlátky
Kostomlátky jsou obec v okrese Nymburk ve Středočeském kraji. Leží asi pět kilometrů západně od Nymburku, jsou součástí Mikroregionu Nymbursko. Žije v nich 318 obyvatel. Součástí obce je i vesnice Doubrava.

## Historie
Kostomlátky historicky náležely ke kostomláteckému panství, které se nacházelo okolo hradu Mydlovar. První písemná zmínka o obci pochází z roku 1495, kdy Jan ze Šelenbergu získal panství od Vladislava II. Obyvatelé obce pak dostali roku 1500 výsadní právo hospodařit svobodně na svých statcích. Po celém kraji se pak šířila českobratrská víra. Po potlačení protihabsburského povstání v roce 1547 však bylo celé panství zkonfiskováno a připojeno k panství Lyskému. V této době žilo v Kostomlátkách asi 18 rodin.
Kostomlátky však, jako většinu obcí, silně poznamenala třicetiletá válka. Po jejím skončení získává roku 1679 panství hrabě František Antonín Špork, který ho spravuje až do roku 1722, kdy je prodáno hraběti Černínovi z Chudenic. Roku 1787 žilo v Kostomlátkách 299 obyvatel. Kaple s věžičkou byla postavena v roce 1896. V roce 1920 byl v obci zřízen Spolek hasičů a o rok později i Sokol. Kostomlátky byly elektrifikovány v roce 1925.
Ve vsi Kostomlátky (381 obyvatel) byly v roce 1932 evidovány tyto živnosti a obchody: 2 hostince, kolář, kovář, košíkář, porodní asistentka, 2 obchody se smíšeným zbožím, soustružník, spořitelní a záložní spolek pro Kostomlátky, 2 trafiky, obchod se zvěřinou a drůbeží.

### Exulanti
V době pobělohorské během slezských válek emigrovaly z náboženských důvodů celé rodiny do pruského Slezska. Dělo se tak pod ochranou vojska pruského krále Fridricha II. Velikého. Z obce Kostomlátky prokazatelně uprchli v roce 1742 přes městečko Münsterberg v pruském Slezsku tito lidé: 
- Martin Lacina s manželkou a třemi dětmi a Jiřík Lacina s rodinou
- Jakub Ráž a Václav Ráž
- Jan Rychetský, Matěj Rychetský a Václav Rychetský s většími rodinami
- Jan Strnad s manželkou a pěti dětmi[6]
- Matěj Strnad s manželkou a šesti dětmi[7]

## Obyvatelstvo
| Rok            | 1869 | 1880 | 1890 | 1900 | 1910 | 1921 | 1930 | 1950 | 1961 | 1970 | 1980 | 1991 | 2001 | 2011 | 2021 |
| -------------- | ---- | ---- | ---- | ---- | ---- | ---- | ---- | ---- | ---- | ---- | ---- | ---- | ---- | ---- | ---- |
| Počet obyvatel | 519  | 582  | 548  | 541  | 566  | 561  | 505  | 383  | 398  | 359  | 339  | 250  | 227  | 255  | 330  |
| Počet domů     | 88   | 86   | 87   | 94   | 100  | 107  | 121  | 135  | 130  | 118  | 111  | 134  | 141  | 152  | 168  |

## Obecní správa

### Územněsprávní začlenění
Dějiny územněsprávního začleňování zahrnují období od roku 1850 do současnosti. V chronologickém přehledu je uvedena územně administrativní příslušnost obce v roce, kdy ke změně došlo:
- 1850 země česká, kraj Jičín, politický i soudní okres Nymburk[10]
- 1855 země česká, kraj Mladá Boleslav, soudní okres Nymburk
- 1868 země česká, politický okres Poděbrady, soudní okres Nymburk
- 1936 země česká, politický i soudní okres Nymburk[11]
- 1939 země česká, Oberlandrat Kolín, politický i soudní okres Nymburk[12]
- 1942 země česká, Oberlandrat Hradec Králové, politický i soudní okres Nymburk[13]
- 1945 země česká, správní i soudní okres Nymburk[14]
- 1949 Pražský kraj, okres Nymburk[15]
- 1960 Středočeský kraj, okres Nymburk
- k 1. lednu 1980 Středočeský kraj, okres Nymburk, obec Kostomlaty nad Labem[16]
- k 1. lednu 1993 Středočeský kraj, okres Nymburk[16]
- 2003 Středočeský kraj, okres Nymburk, obec s rozšířenou působností Nymburk

### Obecní symboly
Znak a vlajka byly obci uděleny rozhodnutím předsedy Poslanecké sněmovny Parlamentu České republiky dne 18. dubna 2014.

## Doprava
Dopravní síť
- Pozemní komunikace – Do obce vede silnice III. třídy. Území obce protíná silnice II/331 Poděbrady - Nymburk - Lysá nad Labem.
- Železnice – Železniční trať ani stanice na území obce nejsou. Nejblíže obci je železniční stanice Kostomlaty nad Labem ve vzdálenosti 2,5 kilometru ležící na trati 231 v úseku z Lysé nad Labem do Nymburka.

Veřejná doprava 2011
- Autobusová doprava – V obci zastavovaly autobusové linky Nymburk-Kostomlaty nad Labem-Všejany (v pracovní dny 4 spoje) a Nymburk-Lysá nad Labem (v pracovní dny 3 spoje) (dopravce Okresní autobusová doprava Kolín). O víkendu byla obec bez dopravní obsluhy.

## Významní rodáci
- P. Maurus Alois Verzich, OSB (1911–1992), opat benediktinského kláštera v Praze-Emauzích

## Galerie

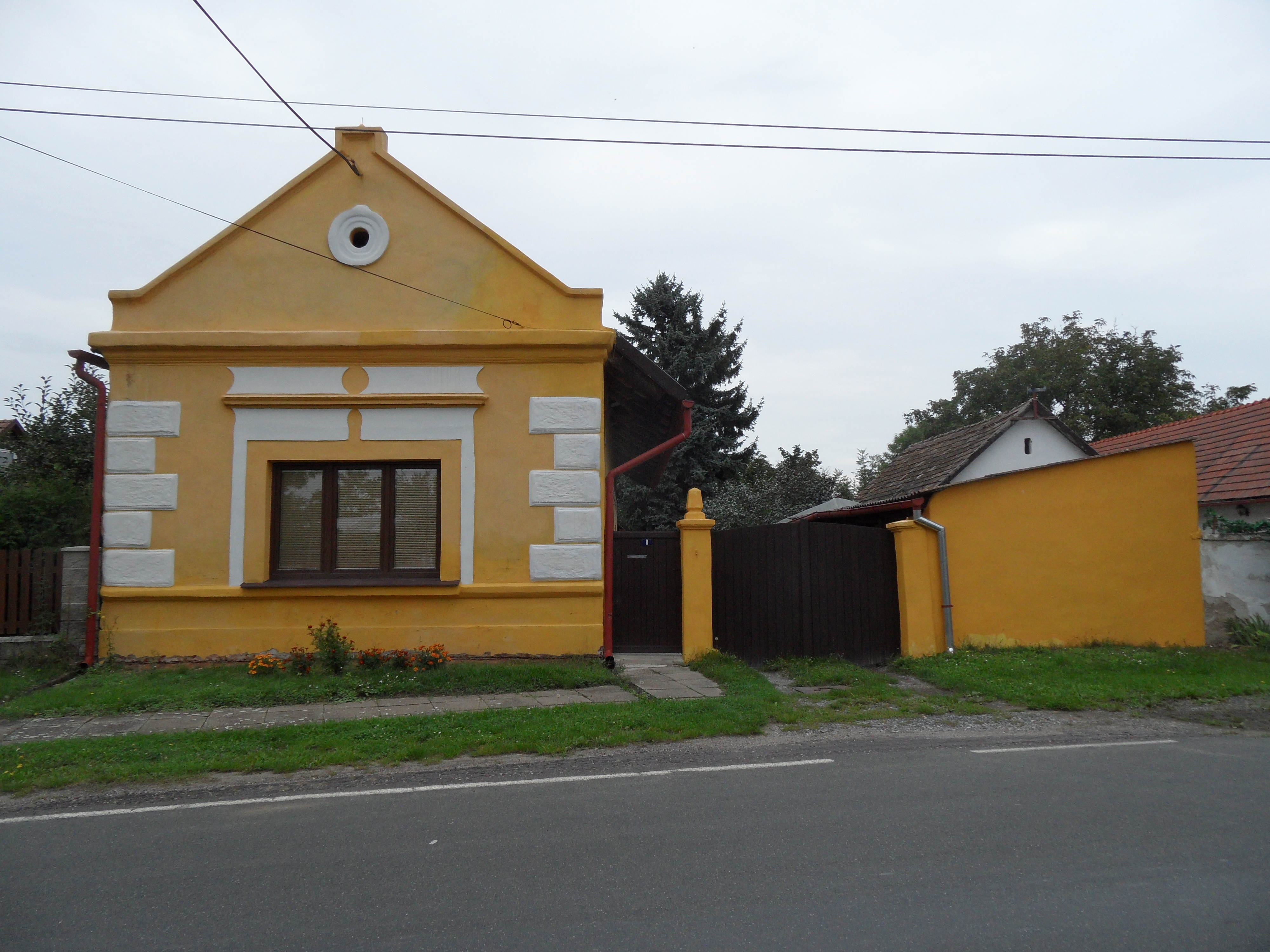
Venkovské stavení
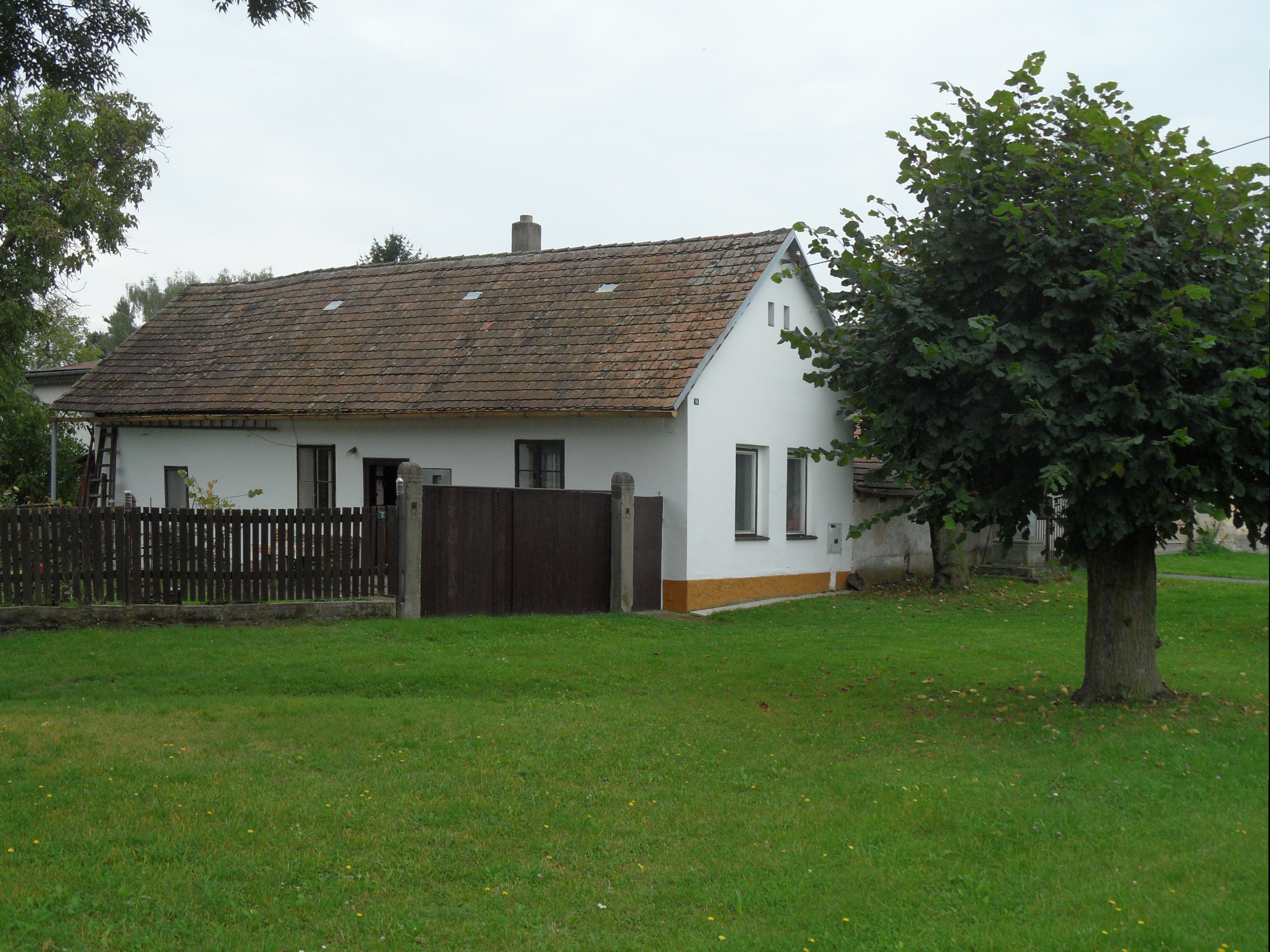
Dům se stromem
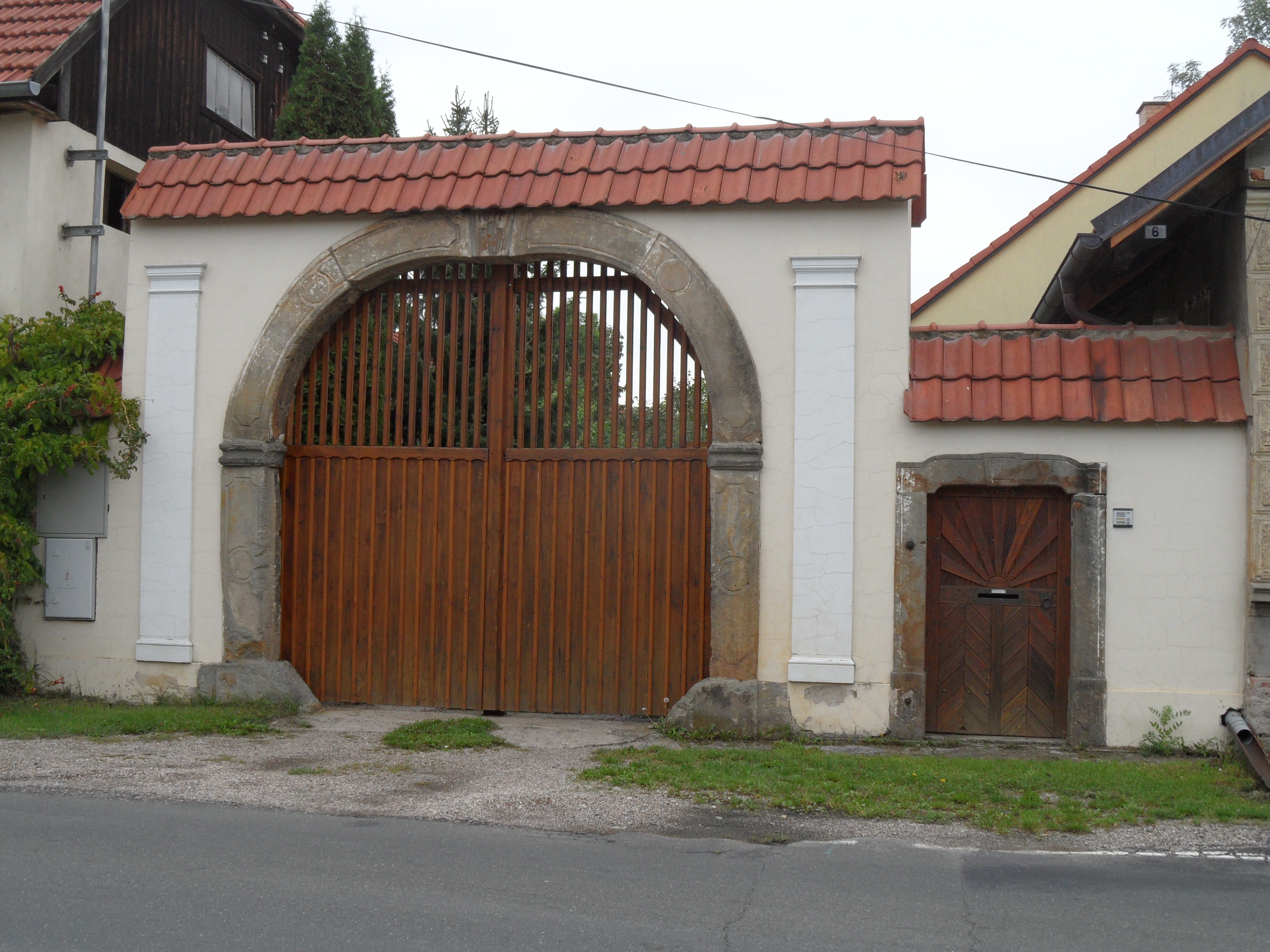
Brána a branka
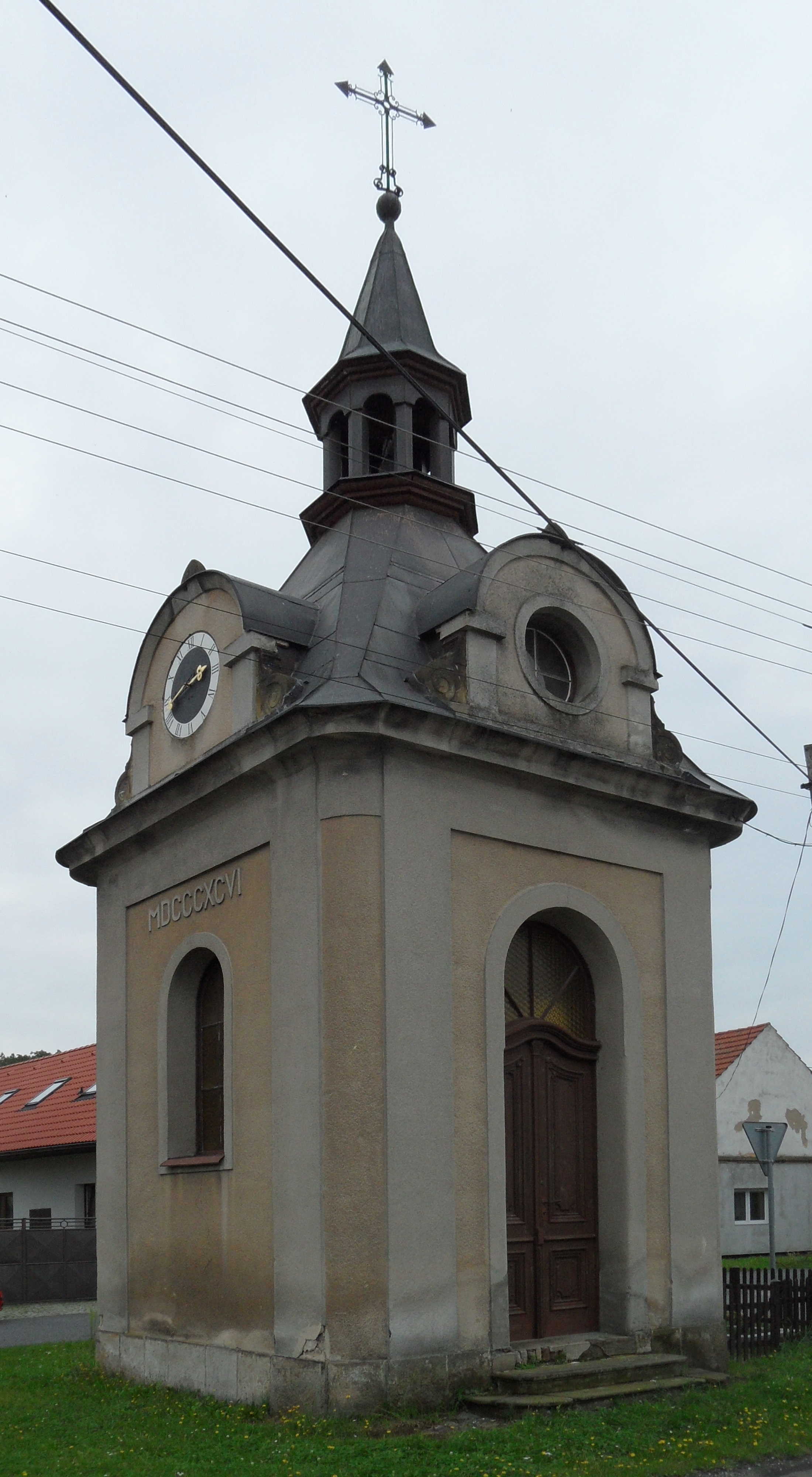
Kaple
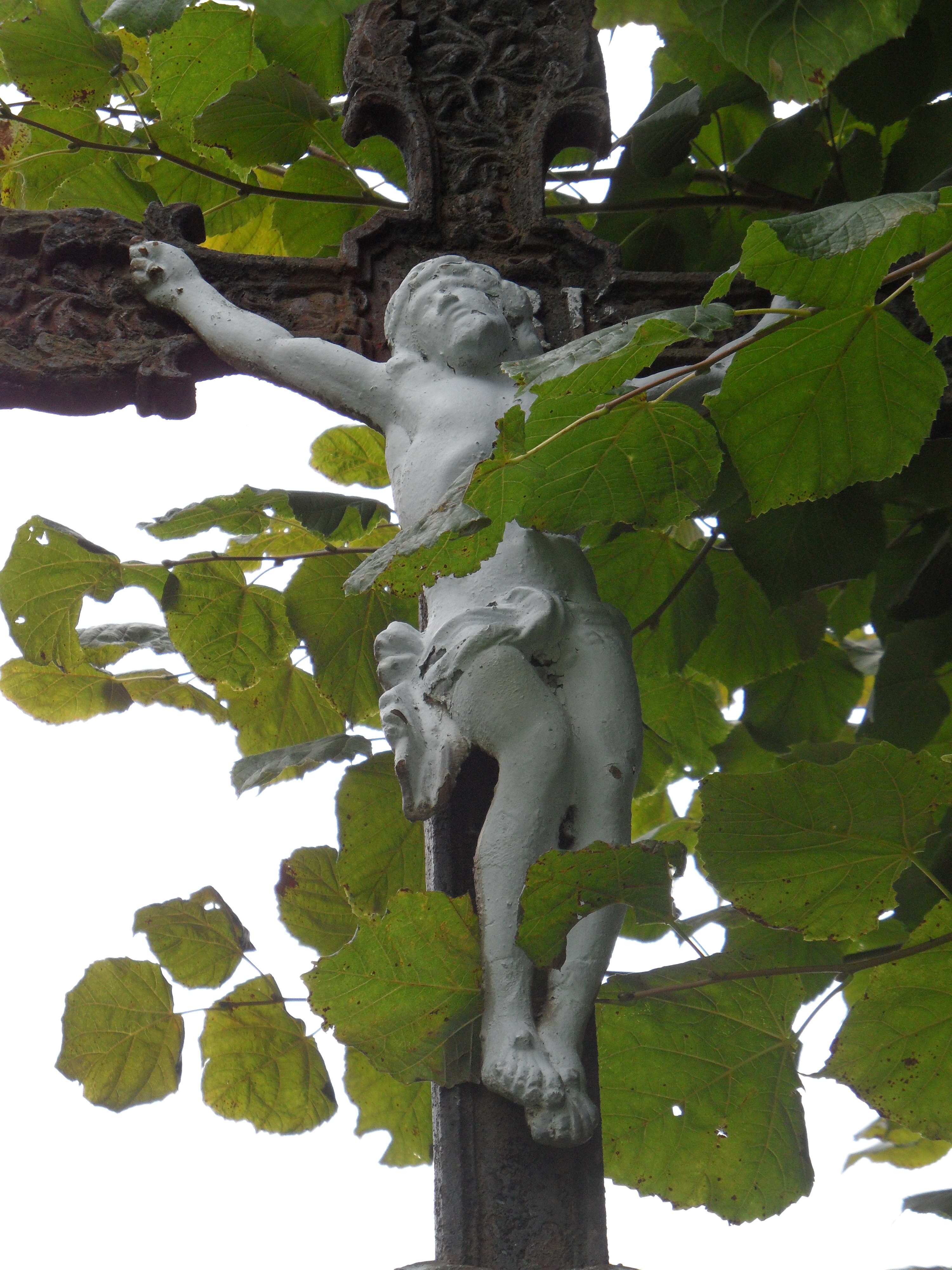
Detail křížku